# (6712) Hornstein
(6712) Hornstein est un astéroïde de la ceinture principale.

## Description
(6712) Hornstein est un astéroïde de la ceinture principale. Il fut découvert le 23 février 1990 à l'Observatoire Kleť par Antonín Mrkos. Il présente une orbite caractérisée par un demi-grand axe de 2,40 UA, une excentricité de 0,12 et une inclinaison de 1,0° par rapport à l'écliptique.

## Compléments